# Pia Sehm
Pia Helene Sehm, född 9 augusti 1968 i Södertälje, och uppvuxen i Jämtland och Stockholm är en svensk journalist och författare. 
Hon började sin karriär som programledare på TV4s lokala stationer i Umeå och Stockholm, tillsammans med bl a Staffan Ling, Gunnar Wesslén och Gary Engman. Efter det arbetade hon som frilansande ekonomijournalist i många år på bl a TV4s Ekonominyheterna, Dagens Industri, och EFN och drev samtidigt produktionsbolaget Bildredaktionen som producerade film, sceninnehåll och manus. De senaste åren har hon mest arbetat som redaktör på TV4Nyheternas 19- och 22-nyheter.
Förutom journalistrollen har hon även skrivit en fackbok inom ekonomi, "Skilj dig ordentligt" (Printz Publishing/Norstedts) som blivit en uppskattad handbok för människor som behöver vägledning genom sin separation eller skilsmässa.